# San Miguel Tamácuaro
San Miguel Tamácuaro är en ort i Mexiko.   Den ligger i kommunen Tacámbaro och delstaten Michoacán de Ocampo, i den södra delen av landet, 240 km väster om huvudstaden Mexico City. San Miguel Tamácuaro ligger 1 607 meter över havet och antalet invånare är 811.
Terrängen runt San Miguel Tamácuaro är lite bergig, och sluttar söderut. Runt San Miguel Tamácuaro är det ganska tätbefolkat, med 80 invånare per kvadratkilometer. Närmaste större samhälle är Tacámbaro de Codallos, 2,3 km väster om San Miguel Tamácuaro. I omgivningarna runt San Miguel Tamácuaro växer huvudsakligen savannskog.